# М'яке видалення (шаблон проєктування)
М'яке видалення (англ. Soft Delete) — шаблон проєктування, при якому сутність не видаляється зі сховища, а лише помічається як видалена.

## Переваги та недоліки

### Переваги
- Дані ніколи не втрачаються оскільки нічого не видаляється.
- Операція видалення працює швидше.
- Запобігає випадковому видаленню даних.

### Недоліки
- Зростає розмір сховища.
- Всі запити містять додатковий фільтр, який варто підтримувати.

## Реалізація
Нехай, ми створюємо систему обліку даних. Тоді важливо, щоб усі звіти зберігались у системі, навіть після видалення. Додамо властивість, яка відстежує видалення.
```
public
 
interface
 
ISoftDeleted

{

    
bool
 
IsDeleted
 
{
 
get
;
 
}

    
DateTime
 
DeletedAt
 
{
 
get
;
 
}

    

    
void
 
Delete
()

    
{

        
IsDeleted
 
=
 
true
;

        
DeletedAt
 
=
 
DateTime
.
Now
;

    
}

}

public
 
class
 
Report
 
:
 
ISoftDeleted

{

    
public
 
bool
 
IsDeleted
 
{
 
get
;
 
private
 
set
;
 
}

    
public
 
DateTime
 
DeletedAt
 
{
 
get
;
 
private
 
set
;
 
}

    

    
public
 
int
 
Id
 
{
 
get
;
 
set
;
 
}

    
public
 
string
 
Description
 
{
 
get
;
 
set
;
 
}
 

}

```

Та додамо до усіх запитів перевірку на те чи сутність видалена. 
```
public
 
class
 
ApplicationContext
 
:
 
DbContext

{

    
public
 
DbSet
<
Report
>
 
Reports
 
{
 
get
;
 
set
;
 
}

     

    
protected
 
override
 
void
 
OnModelCreating
(
ModelBuilder
 
modelBuilder
)

    
{

        
modelBuilder
.
Entity
<
Report
>
().
HasQueryFilter
(
r
 
=>
 
r
.
IsDeleted
 
==
 
false
);

    
}

}

```

При використанні доступні лише "не видалені" сутності.
```
using
 
(
ApplicationContext
 
db
 
=
 
new
 
ApplicationContext
())

{
  

     
var
 
report1
 
=
 
new
 
Report
();

     
var
 
report2
 
=
 
new
 
Report
();

     

     
report2
.
Delete
();

     

     
db
.
Reports
.
AddRange
(
report1
,
 
report2
);

     
db
.
SaveChanges
();

     

     
foreach
 
(
var
 
report
 
in
 
db
.
Reports
.
ToArray
())

     
{

         
Console
.
WriteLine
(
report
.
Id
);

     
}

}

```

Також щоб не змінювати код, можна додати тригер, який замінить операцію видалення:
```
USE
 
prods

GO

CREATE
 
TRIGGER
 
products_delete

ON
 
Products

INSTEAD
 
OF
 
DELETE

AS

UPDATE
 
Products

SET
 
IsDeleted
 
=
 
1

WHERE
 
ID
 
=
(
SELECT
 
Id
 
FROM
 
deleted
)

```